# NGC 5207
NGC 5207 é uma galáxia espiral (Sb) localizada na direcção da constelação de Virgo. Possui uma declinação de +13° 53' 29" e uma ascensão recta de 13 horas, 32 minutos e 13,9 segundos.
A galáxia NGC 5207 foi descoberta em 19 de Março de 1787 por William Herschel.